# CrowdStrike
CrowdStrike Holdings, Inc. es una empresa estadounidense de tecnología de ciberseguridad con sede en Austin, Texas. Proporciona protección de cargas de trabajo en la nube y seguridad de terminales, inteligencia contra amenazas y servicios de respuesta a ciberataques. La compañía ha estado involucrada en investigaciones de varios ataques cibernéticos de alto perfil, incluido el ciberataque a Sony Pictures en 2014, los ciberataques al Comité Nacional Demócrata (DNC) de 2015-16 y la filtración de correos electrónicos de 2016 que involucra al DNC.
En julio de 2024, una actualización defectuosa de su software de seguridad provocó interrupciones cibernéticas globales.

## Historia

### Fundación: 2011-2019
CrowdStrike fue cofundada por George Kurtz (CEO), Dmitri Alperovitch (ex-CTO) y Gregg Marston (CFO, jubilado) en 2011. En 2012, Shawn Henry, exfuncionario del FBI, fue contratado para dirigir la filial CrowdStrike Services, Inc., que se centraba en servicios proactivos y de respuesta a incidentes. En junio de 2013, la empresa lanzó su primer producto, CrowdStrike Falcon, que proporcionaba protección de terminales, inteligencia sobre amenazas y atribución.
En mayo de 2014, los informes de CrowdStrike ayudaron al Departamento de Justicia de los Estados Unidos a acusar a cinco piratas informáticos militares chinos de ciberespionaje económico contra corporaciones estadounidenses. CrowdStrike también descubrió las actividades de Energetic Bear, un grupo conectado a la Federación Rusa que llevó a cabo operaciones de inteligencia contra objetivos globales, principalmente en el sector energético.
Después del ciberataque a Sony Pictures de 2014, CrowdStrike descubrió pruebas que implicaban al gobierno de Corea del Norte y demostró cómo se llevó a cabo el ataque. En 2014, CrowdStrike jugó un papel en la identificación de miembros de Putter Panda, el grupo de hackers chino patrocinado por el estado, también conocido como Unidad PLA 61486.
En mayo de 2015, la compañía publicó información sobre VENOM, una falla crítica en un hipervisor de código abierto llamado Quick Emulator (QEMU), que permitía a los atacantes acceder a información personal confidencial. En octubre de 2015, CrowdStrike anunció que había identificado a piratas informáticos chinos que atacaban a empresas tecnológicas y farmacéuticas en la época en que el presidente estadounidense Barack Obama y el Líder Supremo de China, Xi Jinping, acordaron públicamente no realizar espionaje económico entre sí. El supuesto hackeo habría violado ese acuerdo.
En julio de 2015, Google invirtió en la ronda de financiación Serie C de la compañía, a la que siguieron las Series D y E, recaudando un total de 480 millones de dólares en mayo de 2019. 
En 2017, la empresa alcanzó una valoración de más de mil millones de dólares con unos ingresos anuales estimados de 100 millones de dólares. En junio de 2018, la compañía dijo que estaba valorada en más de 3 mil millones de dólares. Los inversores incluyen Telstra, March Capital Partners, Rackspace, Accel Partners y Warburg Pincus.
En junio de 2019, la empresa realizó una oferta pública inicial (OPI) en el Nasdaq.

### Adquisiciones: 2020-2024
En septiembre de 2020, CrowdStrike adquirió el proveedor de tecnología de acceso condicional y de confianza cero Preempt Security por 96 millones de dólares. En febrero de 2021, la empresa adquirió la plataforma danesa de gestión de registros Humio por 400 millones de dólares con planes para integrar la agregación de registros de Humio en la oferta XDR de CrowdStrike. Más tarde, en noviembre, CrowdStrike adquirió SecureCircle, un servicio de ciberseguridad basado en SaaS que amplía la seguridad de las redes de confianza cero para incluir datos. En diciembre de 2021, la empresa trasladó su sede de Sunnyvale, California, a Austin, Texas. En 2023, CrowdStrike presentó el servicio CrowdStream en colaboración con Cribl.io. CrowdStrike se unió al índice S&P 500 en junio de 2024.

## Investigaciones sobre ciberataques rusos
CrowdStrike ayudó a investigar los ciberataques al Comité Nacional Demócrata y una conexión con los servicios de inteligencia rusos. El 20 de marzo de 2017, James Comey testificó ante el Congreso afirmando: «CrowdStrike, Mandiant y ThreatConnect revisaron la evidencia del hackeo y concluyeron con alta certeza que fue el trabajo de APT 28 y APT 29 quienes se sabe que son los servicios de inteligencia rusos».
En diciembre de 2016, CrowdStrike publicó un informe que afirmaba que el grupo Fancy Bear, afiliado al gobierno ruso, había pirateado una aplicación de artillería ucraniana. Llegaron a la conclusión de que Rusia había utilizado el ataque para causar grandes pérdidas a las unidades de artillería ucranianas. La aplicación (llamada ArtOS) se instala en tabletas y se utiliza para el control de incendios. CrowdStrike también encontró una variación pirateada de POPR-D30 distribuida en foros militares ucranianos que utilizaba un implante X-Agent.
El Instituto Internacional de Estudios Estratégicos rechazó la evaluación de CrowdStrike que afirmaba que el hackeo causó pérdidas a las unidades de artillería ucranianas, diciendo que sus datos sobre las pérdidas del obús ucraniano D30 fueron mal utilizados en el informe de CrowdStrike. El Ministerio de Defensa de Ucrania también rechazó el informe de CrowdStrike, afirmando que las pérdidas reales de artillería fueron mucho menores que las informadas por CrowdStrike y no estaban asociadas con el hackeo ruso.
La empresa de ciberseguridad SecureWorks descubrió una lista de direcciones de correo electrónico objetivo de Fancy Bear en ataques de phishing. La lista incluía la dirección de correo electrónico de Yaroslav Sherstyuk, el desarrollador de ArtOS. Investigaciones adicionales de Associated Press respaldan las conclusiones de CrowdStrike sobre Fancy Bear. Radio Free Europe señala que el informe de AP «da cierta credibilidad al informe original de CrowdStrike, que muestra que la aplicación, de hecho, había sido atacada».
En la controversia Trump-Ucrania, una transcripción de una conversación entre Donald Trump, el ex-presidente de los Estados Unidos, y Volodímir Zelenski, el presidente de Ucrania, afirmaba que Trump le pidió a Zelenski que investigara una teoría de conspiración que aparece en sitios web de extrema derecha como Breitbart News y medios de comunicación estatales rusos como Russia Today y Sputnik con respecto a CrowdStrike, que afirma que el gobierno ucraniano utilizó CrowdStrike para piratear los servidores del Comité Nacional Demócrata en 2016 e inculpó a Rusia del crimen para socavar la victoria de Trump en las elecciones presidenciales de 2016. La teoría ha sido considerada una teoría de conspiración y desacreditada repetidamente.

## Incidente de 2024
El 19 de julio de 2024, una actualización defectuosa del software de seguridad CrowdStrike desencadenó un problema técnico masivo, provocando la aparición de pantallas azules de la muerte en sistemas operativos Microsoft Windows. Este incidente afectó a millones de computadoras con Windows en todo el mundo y generó un estado de inoperatividad al forzar las máquinas afectadas a iniciar un ciclo de arranque continuo.
La interrupción ocasionó un impacto global considerable, afectando diversos sectores y servicios críticos. Entre las consecuencias más notables se encuentra la suspensión de vuelos comerciales, lo que afectó significativamente a la industria de la aviación, la interrupción temporal de las transmisiones de Sky News y la afectación de los centros de llamadas de emergencia del 911, lo que representó un riesgo considerable para la gestión de emergencias y la seguridad pública.
El error técnico específico fue identificado como un código de detención PAGE_FAULT_IN_NONPAGED_AREA relacionado con el controlador csagent.sys de CrowdStrike, lo que llevó a un análisis profundo y urgente por parte de expertos en ciberseguridad para mitigar los efectos y prevenir futuros incidentes similares.